# Jul i Astrids värld
Jul i Astrids värld, släppt 15 november 2006, är en julskiva med motiv ur berättelser av Astrid Lindgren. Mellan berättelserna berättar Ingrid Wallin. Dessutom medföljer en bonus-CD med 21 julsånger, inspelade och arrangerade och framförda av Barnkammarkören tillsammans med delar av Nordiska Kammarorkestern.

## Låtlista

### CD 1
1. Pippis jul (ur "Pippi Långstrump")
2. Junibackens jul (ur "Madicken")
3. Lotta kan nästan allting faktiskt (ur "Lotta flyttar hemifrån")
4. Stora tabberaset i Katthult (ur "Emil i Lönneberga")
5. Rumpnissarna (ur "Ronja Rövardotter")
6. Ronja och Birk träffas i smyg (ur "Ronja Rövardotter")
7. Trollunge till salu (ur "Så här går det till på Saltkråkan")
8. Bullerbyn (ur "Mer om oss barn i Bullerbyn")
9. Annandag jul hos moster Jenny (ur "Mer om oss barn i Bullerbyn")

### CD 2
1. Goder afton
2. Nu har vi ljus här i vårt hus
3. Midnatt råder
4. Hej tomtegubbar
5. Karusellen
6. Morsgrisar är vi allihopa
7. Nu så är det jul igen
8. Tre pepparkaksgubbar
9. Små grodorna
10. Nu tändas tusen juleljus
11. Staffan stalledräng
12. Sankta Lucia
13. Vi äro musikanter
14. Räven raskar över isen
15. En sockerbagare
16. När det lider mot jul
17. När juldagsmorgon glimmar
18. Ett barn är fött på denna dag
19. Gläns över sjö och strand
20. Hosianna
21. Stilla natt